# Djulinskipass
Der Djulinskipass (oder Djulinopass, übliche Transliteration Dyulinskipass, bulgarisch Дюлински проход/Djulinski prohod) ist ein Gebirgspass in Bulgarien im östlichen Teil des Balkangebirges zwischen den Ortschaften Gljulowiza und Djulino. Der Djulinskipass trennt das Ajtos-Bergmassiv vom Emine-Bergmassiv. Über den Pass verläuft die Nationalstraße 3. Ordnung III/906. Der höchste Teil vom Pass liegt auf 440 Höhenmeter.